# Manuel Negrete Arias
Manuel Negrete Arias (Ciudad Altamirano, Guerrero, 1959. március 11. – ) mexikói válogatott labdarúgó. 

## Pályafutása

### Klubcsapatban
Pályafutását 1979-ben kezdte a Pumas UNAM csapatában, ahol hét évig játszott és egy alkalommal nyerte meg a mexikói bajnokságot. 1986-ban Portugáliába szerződött a Sporting együtteséhez. 1987-ben a spanyol Sporting Gijón játékosa volt, majd visszatért Mexikóba a Pumas UNAM-hoz, ahol újabb három évet töltött. 1990 és 1991 között a Monterreyt erősítette. 1991 és 1992 között ismét a Pumas UNAM játékosa volt. Később szerepelt még az Atlantéban (1992–93), a Toros Nezában (1993–94) és az Acapulcóban (1994–95). 1996-ban az Atlantéban fejezte be a pályafutását. 

### A válogatottban
1981 és 1990 között 57 alkalommal szerepelt az mexikói válogatottban és 12 gólt szerzett. Részt vett az 1986-os világbajnokságon, ahol a mexikóiak összes mérkőzésén kezdőként lépett pályára és a Bulgária elleni nyolcaddöntőben gólt szerzett. Ezt a találatot a FIFA honlapján 2018 áprilisában a világbajnokságok történetének egyik leglátványosabb góljává választották a szurkolók és az újságírók szavazatai alapján.

## Sikerei, díjai
Pumas UNAM
- Mexikói bajnok (1): 1980–81
- CONCACAF-bajnokok kupája győztes (3): 1980, 1982 , 1989
- Copa Interamericana (1): 1981

Atlante
- Mexikói bajnok (1): 1992–93

Egyéni
- A Mexikói bajnokság aranylabdása (1): 1984–85